# الفقاعة
الفقاعة (بالإنجليزية: The Bubble)‏ هو فيلم كوميدي أمريكي قادم من إخراج جاد أباتاو، من سيناريو وتأليف أباتاو وبام برادي، ومن بطولة كارين جيلان، إيريس أباتو، فريد آرميسين، ماريا باكالوفا، ديفيد دشوفني، كيغان-مايكل كي، ليزلي مان، وكيت مكينون، وبيدرو باسكال، وبيتر سيرافينوفيتش.
من المقرر إصدار الفيلم بواسطة نتفليكس في 1 أبريل 2022.